# Watts-Aufruhr
Als Watts-Aufruhr oder Watts-Unruhen werden die schweren Rassenunruhen bezeichnet, die am 11. August 1965 in Los Angeles im südlichen Stadtteil Watts ausbrachen und innerhalb von sechs Tagen 34 Todesopfer sowie über tausend Verletzte forderten. Sie werden im Amerikanischen als „The Watts riots“ bezeichnet, auch als Watts Rebellion. Es gab rund 4000 Verhaftungen, der Sachschaden wurde auf gut 40 Millionen US-Dollar beziffert.

## Hintergrund

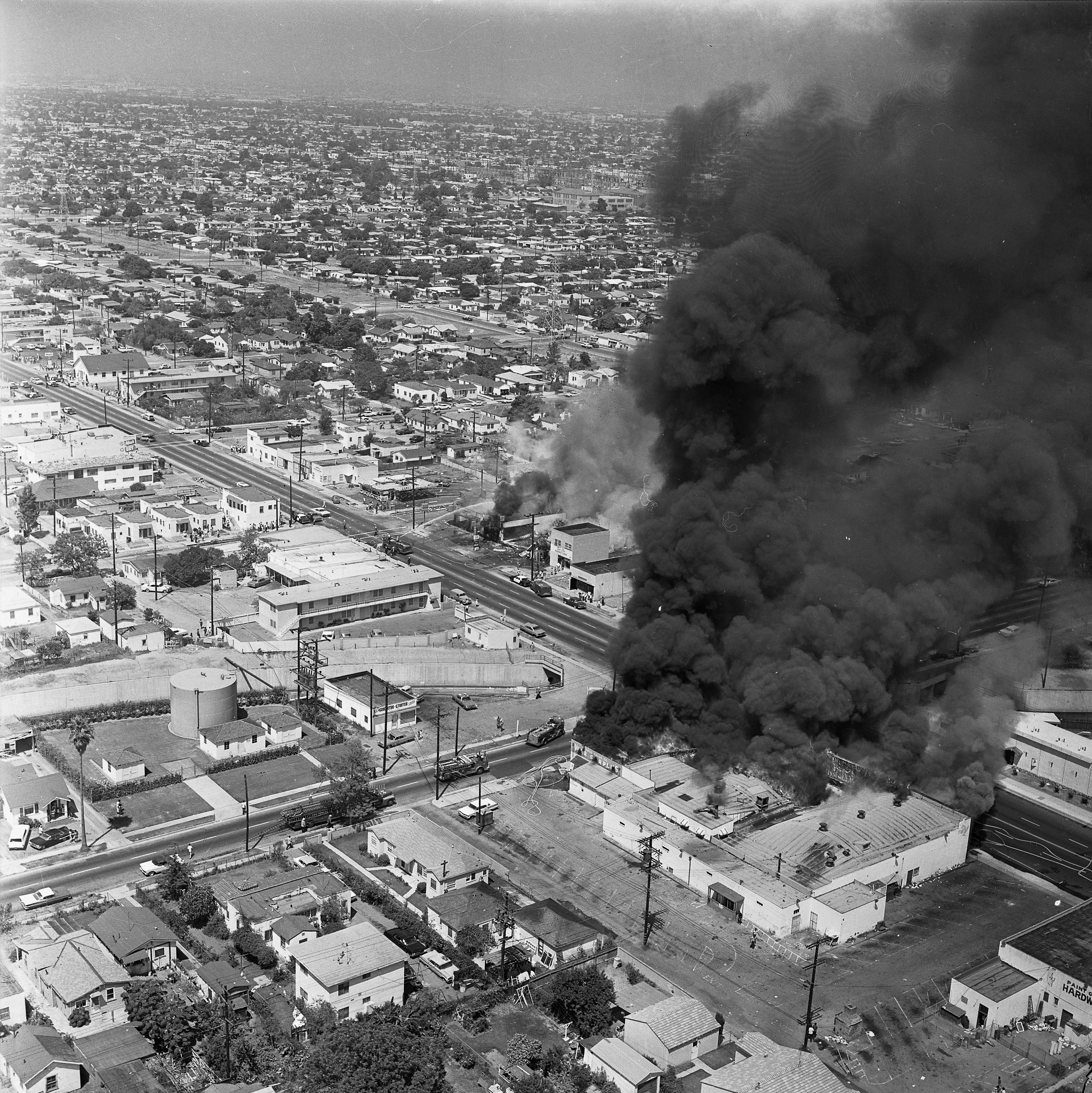
Brennende Gebäude während des Watts-Aufruhrs

Die Einwohner des Viertels waren zu 99 % Afroamerikaner, ansonsten einige Latinos und jüdische Kaufleute. Arbeitslosigkeit und Armut waren in Watts höher als in jedem anderen Teil von Los Angeles. Unter den 205 Polizeibeamten, die für das Gebiet zuständig waren, gab es nur fünf Afroamerikaner. In der Bevölkerung war die Ansicht verbreitet, dass das Los Angeles Police Department (LAPD) Schwarze besonders brutal behandelte, mit rassistischen Ausdrücken beschimpfte, auch Vergewaltigungen afroamerikanischer Frauen wurden den Polizisten vorgeworfen.
Der Aufruhr brach am 11. August 1965 aus, nachdem Marquette Frye (* 1944 in Oklahoma; † 24. Dezember 1986 in Los Angeles, Kalifornien) von einem Highway-Patrol-Polizisten wegen auffälligen Fahrverhaltens gestoppt worden war. Frye und sein Bruder Ronald wurden vernommen, währenddessen begann sich eine Menschenansammlung zu bilden. Kurz nachdem auch Fryes Mutter Rena Price (1916–2013) dazugekommen war, kam es zu einem Handgemenge, in dessen Verlauf das Polizeifahrzeug mit einer Flasche beworfen wurde. Daraufhin wurden die Frye-Brüder samt ihrer Mutter verhaftet. Als sich die Polizei mit den Festgenommenen entfernt hatte, kochte die Stimmung der wütenden Menge über und die Ausschreitungen begannen.
Die Zerstörungswut der Aufständischen richtete sich vornehmlich gegen Gewerbebetriebe und Geschäfte, die den Groll der schwarzen Bevölkerung auf sich gezogen hatten, da man sich unfair behandelt fühlte. Wohnhäuser wurden nicht angegriffen, einige gingen jedoch durch übergreifende Brände in Flammen auf.

## Reaktion der Regierung

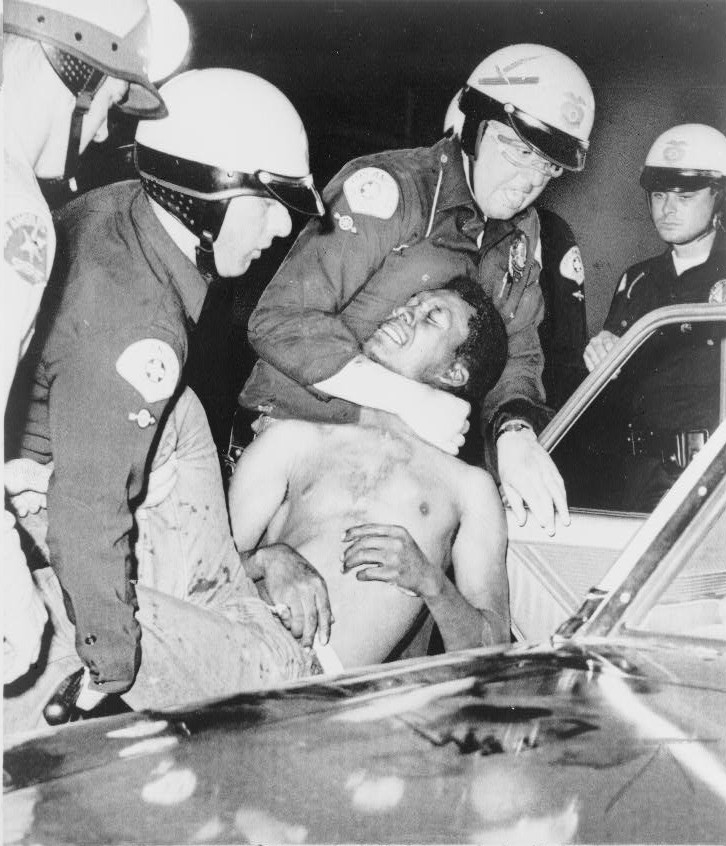
Verhaftung eines Mannes während des Aufruhrs

Schließlich griff die kalifornische Nationalgarde ein und zog einen Absperrring rund um einen großen Bereich im Südbezirk von Los Angeles. Eine Kommission wurde eingesetzt, um die Unruhen zu untersuchen, und kam zu dem Schluss, dass die Ursachen in hoher Arbeitslosigkeit, Mangel an Schulen und insgesamt mangelhaften Lebensbedingungen in Watts bestanden. Die Regierung unternahm keine großen Anstrengungen zur Behebung dieser Probleme und der entstandenen Schäden.
Als Reaktion auf die Unruhen und die Art, wie sie vor sich gingen, wurde im selben Jahr das LAPD-SWAT als polizeiliche Spezialeinheit gegründet. Die „Station Defense Teams“ sollten zur damaligen Zeit nicht nur besondere taktische Lagen lösen, sondern auch bei Unruhen Polizeistationen verteidigen.

## Folgen
Ähnliche Unruhen ereigneten sich in den darauffolgenden Jahren unter anderem auch in Washington, D.C., New York City, Chicago, Cleveland, Baltimore und Detroit.
1966, etwa ein Jahr nach den Unruhen, wurden die Black Panther in Oakland (Kalifornien) gegründet.

## Bilanz
Es gab 34 Todesopfer, darunter einen Feuerwehrmann, der beim Löschen von einer einstürzenden Mauer erschlagen wurde, ein Hilfssheriff, der getötet wurde, als sich bei einer Auseinandersetzung mit Randalierern ein Schuss aus der Flinte eines Kollegen löste, sowie ein Polizist, der ebenfalls durch die Kugel eines Kollegen starb, als dieser von Randalierern angegriffen wurde. Die verbleibenden 31 Toten waren Zivilisten, von denen 26 durch Notwehrhandlungen umkamen, die in 23 Fällen von den Sicherheitskräften durchgeführt wurden.
Darüber hinaus gab es 1032 bekanntgewordene Verletzte.
Der Sachschaden betrug über 40 Millionen Dollar. Mehr als 600 Gebäude wurden beschädigt, von denen mehr als 200 komplett ausbrannten. Es gab 2000 bis 3000 Feueralarme. Die Zerstörungen betrafen hauptsächlich Geschäfte, öffentliche Gebäude waren kaum betroffen. Bemerkenswert ist, dass Autohändler und Tankstellen kaum angegriffen wurden.
3952 Personen (3438 Erwachsene und 514 Jugendliche) wurden festgenommen, von denen ungefähr je ein Drittel entweder keine, eine leichte, oder eine schwere Vorstrafe hatten. Gegen ungefähr 85 % von ihnen wurde ein Verfahren eingeleitet, welches in mehr als zwei Dritteln der Fälle mit einem Schuldspruch endete.
Während der Unruhen wurden durch die Sicherheitskräfte 851 Waffen eingezogen. Ein Großteil davon stammte aus Pfandhäusern, die gleich zu Beginn geplündert wurden.

## Resonanz in Medien und Kultur
Der Fernsehsender KTLA, zu der Zeit der einzige Sender in Los Angeles mit eigenem Helikopter, berichtete laufend über die Unruhen und entdeckte dabei mehrfach Randalierer und Brandstifter aus der Luft. In der Folge wurden auch bei Polizeikräften und anderen Medienanstalten vermehrt Hubschrauber zur Beobachtung eingesetzt.
Der Schriftsteller Joseph Wambaugh, der zur Zeit des Watts-Aufruhr in Los Angeles Polizist war, verarbeitete seine Erlebnisse in seinem ersten Roman Nachtstreife (The New Centurions, 1970), der episodenhaft Erlebnisse und Werdegang dreier Beamter schildert, die gemeinsam von der Polizeiakademie kommen und sich aus den Augen verlieren, bis sie sich gegen Ende des Buches bei dem Aufruhr wieder treffen. Der Roman, der autobiografische Züge trägt, beschäftigt sich auch mit dem Einfluss, den die Polizei in den vorausgehenden Jahren auf die Minderheitengesellschaft im Stadtteil Watts hatte. Das Buch wurde 1972 verfilmt; der Film kam unter dem Titel Polizeirevier Los Angeles-Ost in die deutschen Kinos.
Frank Zappa und seine Band The Mothers of Invention veröffentlichten 1966 auf ihrem ersten Album Freak Out! das Lied Trouble Every Day, das den Watts-Aufruhr kommentiert: „Tja, ich sah die Brände lodern / Sah wie die Leute losgingen auf / Die Händler und Läden in ihrer Gegend / […] / Doch im ganzen Land ist es dasselbe / Schwarze und Weiße diskriminieren sich gegenseitig […]“.
Außerdem wurde das Motiv des Aufruhrs in verschiedenen Fernsehserien der 1990er Jahre aufgenommen. Das Stück House Burning Down von Jimi Hendrix (auf dem Album Electric Ladyland von 1968) handelt ebenfalls von den Ereignissen. Außerdem wird der Aufruhr am Beginn des Films Menace II Society erwähnt.
Die Unruhen werden ebenfalls im 2003 veröffentlichten Roman The Time Of Our Singing (deutsch: Der Klang der Zeit) erwähnt, einem Werk des amerikanischen Schriftstellers Richard Powers.